# Marko Asell
Marko Tapio Asell  (ur. 8 maja 1970 w Ylöjärvi) – fiński zapaśnik i polityk, poseł do Eduskunty. Srebrny medalista olimpijski z Atlanty.

## Życiorys
Trenował zapasy w stylu klasycznym. W 1993 był 3. na igrzyskach bałtyckich. Na igrzyskach olimpijskich w Atlancie w 1996 zajął 2. miejsce w wadze półśredniej, w finale pokonał go Kubańczyk Filiberto Ascuy. Był srebrnym medalistą mistrzostw Europy w 1997, a na mistrzostwach świata najlepsze miejsce (4.) wywalczył w 1999. W 2000 na kolejnych igrzyskach olimpijskich w Sydney zajął 17. miejsce. W 2012 wrócił do startów po dziesięcioletniej przerwie.
W 2007 ukończył uczelnię LAMK (z dyplomem instruktora sportu). Działacz Socjaldemokratycznej Partii Finlandii. Został radnym miejskim w Nokii. W latach 2007–2011 zasiadał w fińskim parlamencie. Mandat poselski uzyskiwał ponownie w 2019 i 2023.